# Мирзоян, Эдвард Михайлович
Э́двард Миха́йлович Мирзоя́н (арм. Էդվարդ Միքայելի Միրզոյան; 1921, Гори — 2012, Ереван) — советский, армянский композитор, педагог, общественный деятель. Народный артист СССР (1981).

## Биография
Родился 12 мая 1921 года в Гори (ныне в Грузии). Когда ему исполнилось 3 года, вместе с матерью переехал в Ереван.
С 1929 года учился в Ереванской музыкальной школе (впоследствии им. А. Спендиарова).
В 1941 году окончил Ереванскую консерваторию по классу композиции С. В. Бархударяна и В. Г. Тальяна (дипломная работа — симфоническая поэма «Лореци Сако»).
С марта по ноябрь 1942 года служил в рядах Советской армии. В годы войны сочинил ряд военно-патриотических песен.
В 1945—1946 годах — преподаватель музыкальной школы в Ереване.
В 1946—1948 годах совершенствовался в музыкальной студии при Доме культуры Армянской ССР в Москве у Г. И. Литинского (композиция, полифония), Н. И. Пейко, Н. П. Ракова (инструментовка), В. А. Цуккермана (музыкальная форма), Б. М. Берлина (фортепиано).
С 1948 года — преподаватель Ереванской консерватории. В 1972—1986 годах заведовал кафедрой композиции, профессор (1965). С 1952 года преподавал также в Музыкальном училище имени Р. О. Меликяна (ныне Ереванский государственный музыкальный колледж им. Р. Меликяна). Среди его учеников — известные армянские композиторы Константин Орбелян, Авет Тертерян, Роберт Амирханян, Мартин Вартазарян, Грачья Меликян, Джон Тер-Татевосян, Степан Джербашян, Xачатур Аветисян, Левон Чаушян, Александр Пирумов и др.
Один из членов «Армянской могучей кучки».
В 1950—1952 годах — ответственный секретарь, в 1956—1992 — председатель правления Союза композиторов Армянской ССР (с 1994 — почётный). С 1962 года — секретарь правления Союза композиторов СССР.
Член Союза кинематографистов Армянской ССР
Умер 5 октября 2012 года в Ереване. Похоронен в Пантеоне им. Комитаса.

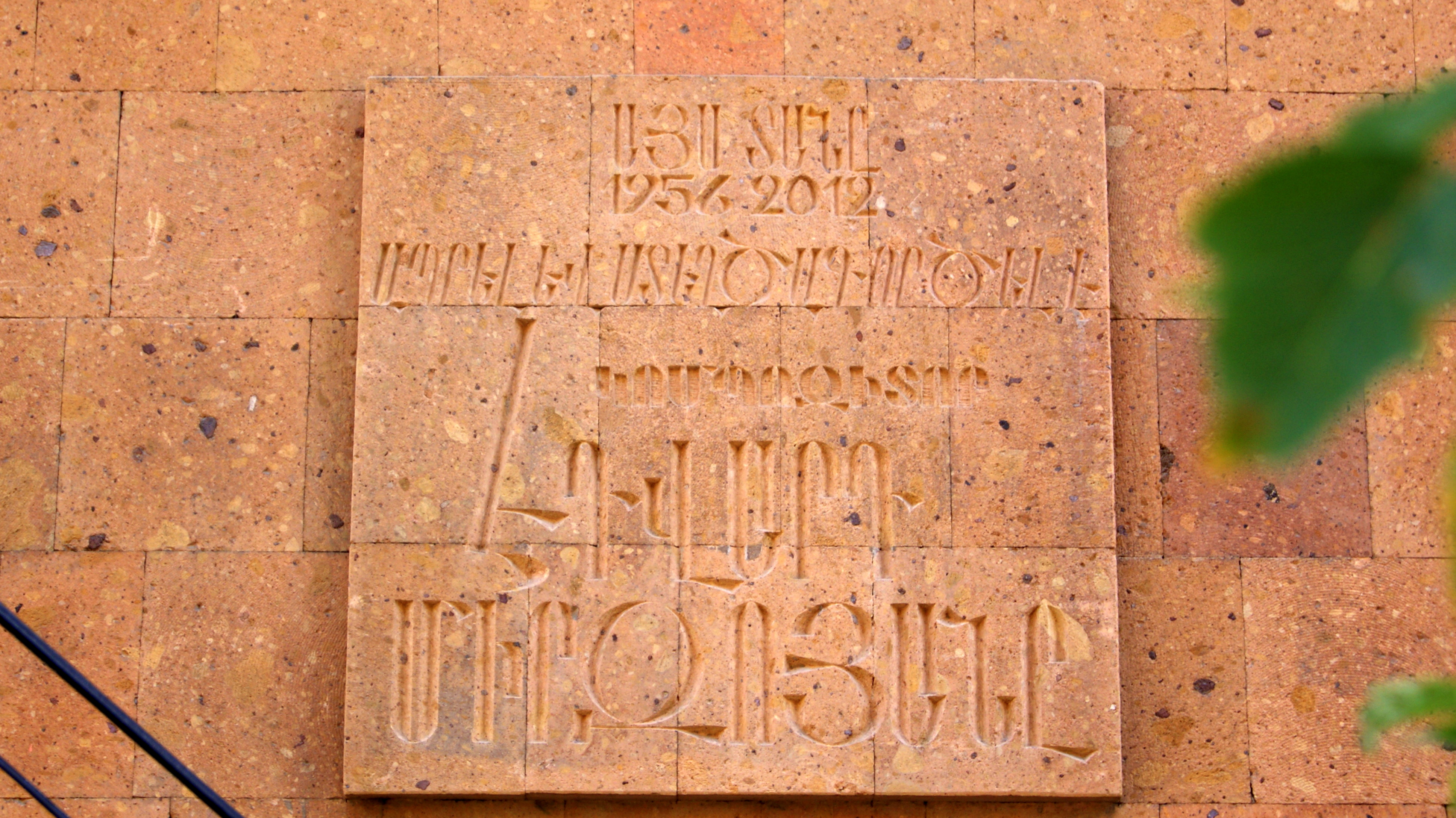

### Общественная деятельность
- Председатель Армянского отделения Музыкального фонда СССР (1952—1956)
- Президент Международного союза армянских композиторов (1956—1991)[1].
- Депутат Верховного Совета Армянской ССР (1959—1991)
- Член КПСС (с 1952), ЦК КП Армении (с 1964)
- Народный депутат СССР (1989—1991)
- Председатель Комиссии по делам национальностей Верховного Совета СССР (1989—1991)
- Председатель Фонда мира Армении (с 1977, с 2009 — почётный).

### Участие в международных академиях
- Академик Европейской академии естественных наук
- Академик Международной академии наук, образования, индустрии и искусств (США)
- Академик армянского филиала Международной академии наук о природе и обществе.

### Семья
- Отец — Семён Алиханов, полковник Царской армии.
- Мать — Люся Богдановна Першангова, актриса.
- Отчим — Михаил Иванович Мирзоян (1888—1958), композитор, педагог. Заслуженный деятель искусств Армянской ССР (1939)[3].
- Супруга — Елена (Ляля) Мамиконовна Мирзоян (урожд. — Степанян).
- Сын — Аршак Эдвардович Мирзоян (род. 1956), ортопед-травмотолог, профессор, доктор медицинских наук, руководитель клиники Ереванского центра реконструкции и удлинения конечностей.
- Дочь — Зара Эдвардовна Мирзоян,  пианистка.

## Звания и награды
- Заслуженный деятель искусств Армянской ССР (1958)
- Народный артист Армянской ССР (1963)[1]
- Народный артист СССР (1981)
- Орден Ленина (1971)
- Два ордена «Знак Почёта» (1939[4] и 1956)
- Орден Святого Месропа Маштоца (31 марта 2001) — за исключительные заслуги в области армянской музыкальной культуры[5]
- Орден Почёта (24 мая 2011) — по случаю Дня Республики[6]
- Медаль Мовсеса Хоренаци (1998)[7]
- Медаль «В ознаменование 100-летия со дня рождения Владимира Ильича Ленина» (1970)[7]
- Медаль «За оборону Кавказа» (1945)[7]
- Медаль «За победу над Германией в Великой Отечественной войне 1941—1945 гг.» (1945)[7]
- Юбилейная медаль «Двадцать лет Победы в Великой Отечественной войне 1941—1945 гг.» (1965)[7]
- Юбилейная медаль «Сорок лет Победы в Великой Отечественной войне 1941—1945 гг.» (1985)[7]
- Юбилейная медаль «50 лет Победы в Великой Отечественной войне 1941—1945 гг.» (1995)[7]
- Медаль «За доблестный труд в Великой Отечественной войне 1941—1945 гг.» (1945)[7]
- Орден «Кирилл и Мефодий» I степени (НРБ, 1971)[8]
- Орден «Святые Саак и Месроп» (Армянская апостольская церковь, 2001)[9]
- Премия имени Арама Хачатуряна (Министерство культуры СССР, 1988)
- Орден «Пётр Великий» (Европейская академия естественных наук, Ганновер, Германия, 2005)
- Орден Софи Тахаловой
- Золотая медаль Национальной академия наук Республики Армения (2006)
- Медаль «Екатерина II» (Россия, 2006)
- Медаль Леонардо да Винчи (Европейский комитет общественных наград и призов при ООН, 2006)[10]
- Почётный гражданин Еревана (2001)
- Почётный гражданин Гюмри (2005).

## Творчество
Эдвард Мирзоян — представитель армянской музыкальной школы, создавший много разножанровых произведений, которые принесли признание их автору и заняли своё достойное место в мировой музыкальной сокровищнице. Среди них:
- кантаты — «Армения» (1948), «Праздничная кантата» (сл. А. Сармена, 1949), «Кантата о Ленине» (совм. с А. Арутюняном, сл. А. Сармена, 1950), «Советская Армения» (сл. А. Сармена, А. Граши, Г. Сарьяна, 1950)
- для симфонического оркестра — симфонические поэмы «Лореци Сако» (1941), «Героям Отечественной войны» (1944), «Симфонические танцы» (1946), увертюра (1947), «Поэма» (1955)
- симфония для струнного оркестра и литавр (1962)
- камерно-инструментальные ансамбли — Интродукция и Перпетуум мобиле для скрипки с оркестром (1957), струный квартет (1947), соната для скрипки и фортепиано (1939), сонатa для виолончели и фортепиано (1967)[1], поэма для фортепиано (1970), «Альбом для моего внука» («Утро», «Мария» и др.), «Четыре песни» на основе китайской поэзии, «Поэма-эпитафия»
- романсы на сл. О. Туманяна, С. Капутикян, В. Тэрьяна, Е. Чаренца, А. Исаакяна («Говорят …», 1939, «Видел сон», 1941) и др.
- хоры на сл. С. Капутикян и др.
- песни на сл. О. Гукасяна, Н. Добронравова, Г. Регистана, Г. Эмина и др. (в том числе «Родина-мать зовет», 1941, «Песня без слов», которую посвятил памяти Романоса Меликяна).
- обработки армянских народных песен
- музыка к фильмам.

### Симфония для струнных и литавр
Это произведение впервые прозвучало в 1962 году на Третьем всесоюзном съезде композиторов. В этом сочинении композитор предстает во всеоружии зрелости и мастерства. Он создает произведение, в котором господствуют уравновешенность чувств и светлая гармония.

### Фильмография
- 1956 — «Когда рядом друзья»
- 1959 — «Обвал»
- 1960 — «Розовый город» (документальный)
- 1961 — «Двенадцать спутников»
- 1964 — «Трудный переход»
- 1973 — «Хаос»
- 1974 — «Твёрдая порода»
- 1975 — «Сегодня солнечный день» (документальный)
- 1977 — «Председатель ревкома»
- 1978 — «Ссыльный № 011»
- 1979 — «Небо — земля» (фильм-спектакль)
- 1983 — «Арам Хачатурян» (документальный) (автор сценария, совм. с Л. Вагаршяном, Г. Мелик-Авакяном)
- 1987 — «Аптека на перекрестке»
- 1994 — «Русская симфония» — эпизодическая роль.

## Память

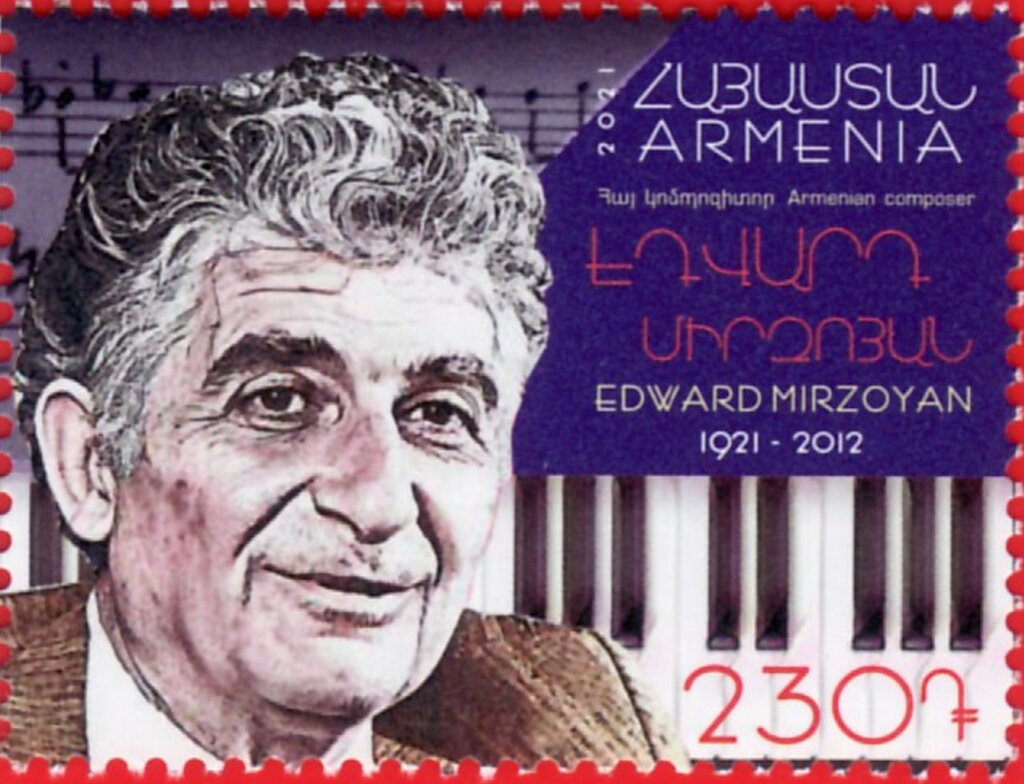
100 лет со дня рождения Эдварда Мирзояна, Почта Армении, 2021

- 24 января 2013 года Общественный совет Армении принял решение назвать Дом творчества композиторов в Дилижане именем Эдварда Мирзояна.
- В 2021 году Почта Армении выпустила почтовую марку, приуроченную к 100-летию со дня рождения Эдварда Мирзояна.